# Geralyn Wolf

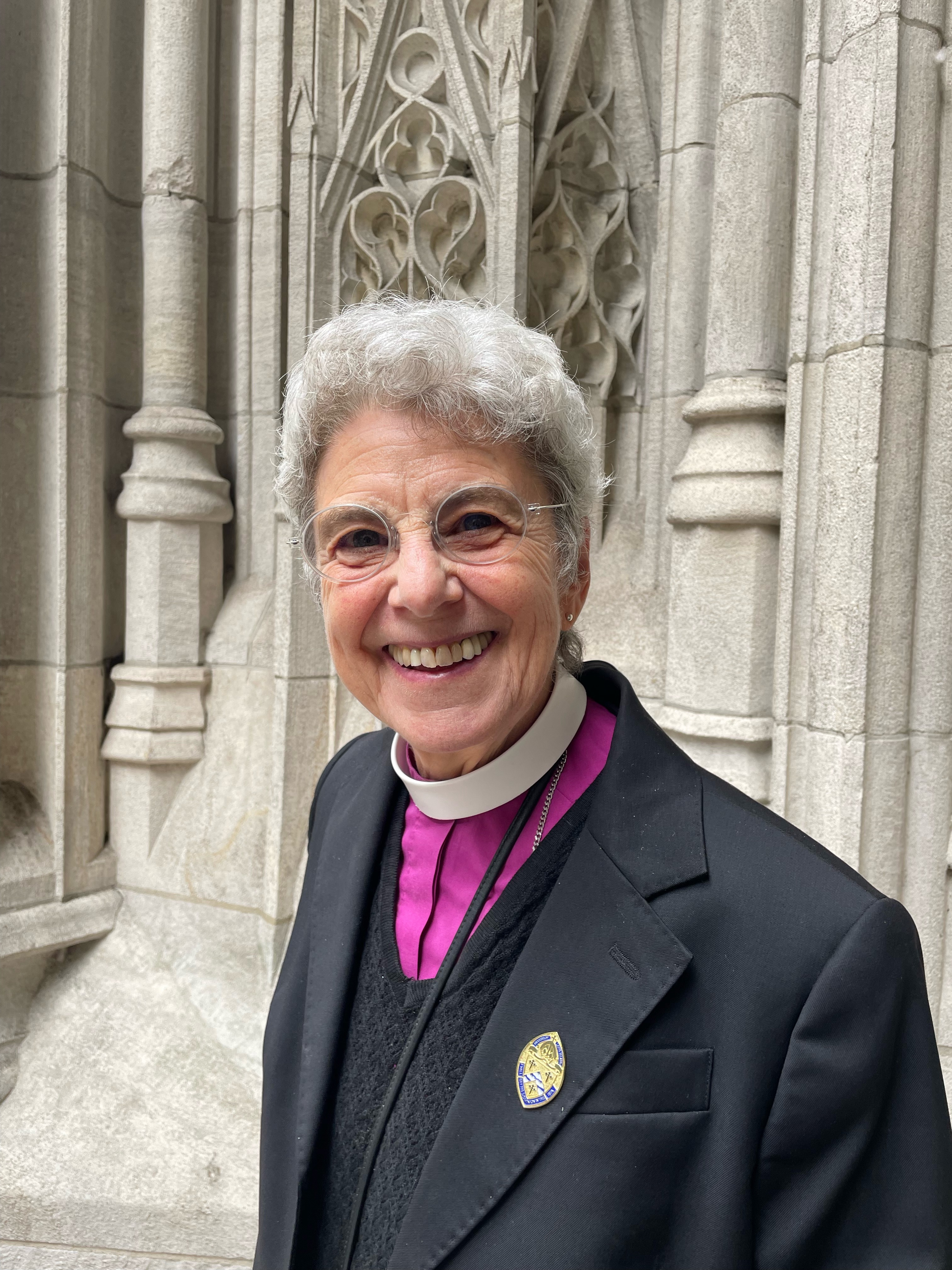
Geralyn Wolf, 2023

Geralyn Wolf (* 30. April 1947 in West Chester, Pennsylvania) ist eine US-amerikanische Geistliche. Von 1995 bis 2012 amtierte sie als Bischöfin der Diözese Rhode Island in der Episkopalkirche der Vereinigten Staaten von Amerika.

## Leben
Nach ihrer Schulzeit studierte Wolf an der West Chester University, wo sie 1968 einen Bachelor of Science erreichte. 1971 erreichte Wolf einen Master of Arts in Pädagogik am Trenton State College. Wolf studierte anschließend anglikanische Theologie an der Episcopal Divinity School und wurde 1978 zur anglikanischen Priesterin ordiniert. Als Dekan war Wolf unter anderem an der Christ Church Cathedral in Louisville in der Diocese of Kentucky tätig. Am 17. Februar 1996 wurde Wolf durch Edmond Lee Browning sowie Frank Tracy Griswold und George Nelson Hunt zur Bischöfin geweiht. Sie trat 2012 in den Ruhestand.
Wolf ist seit 2007 mit Thomas Charles Bair Jr. verheiratet.